# Cylindroiulus kacheticus
Cylindroiulus kacheticus är en mångfotingart som beskrevs av Hans Lohmander 1936. Cylindroiulus kacheticus ingår i släktet Cylindroiulus och familjen kejsardubbelfotingar. Inga underarter finns listade i Catalogue of Life.